# 長澤憲大
長澤憲大（Nagasawa Kenta，1993年12月8日—）生於神奈川縣相模原市，是一名日本柔道運動員，所屬俱樂部是普客二四。他曾獲得2018年世界柔道錦標賽男子90公斤級銅牌。

## 外部連結
- JudoInside.com （页面存档备份，存于）
- 長澤憲大的X（前Twitter）
- 長澤憲大的Instagram帳戶